# Добричин прстен
Добричин прстен је награда која се додељује врхунским глумцима за животно дело. Добила је име по глумцу Добрици Милутиновићу.
Награду додељује Савез драмских уметника Србије. Награда је у виду прстена, идентичног прстену који је године 1937. добио Добрица Милутиновић као награду поводом 40-годишњице рада. Награду по традицији прави Златара Мајданпек, а уз њу се додељује и уникатна диплома на пергаменту, рад академског сликара и сценографа Герослава Зарића, и плакета са ликом Добрице Милутиновића, за чију је израду заслужан вајар Воја Солдатовић, коју добитнику награде додељује Позориште „Добрица Милутиновић” из Сремске Митровице.

## Списак добитника
| година | добитник                               |
| ------ | -------------------------------------- |
| 1980.  | Љуба Тадић (1929—2005)                 |
| 1981.  | Мира Ступица (1923—2016)               |
| 1982.  | Мија Алексић (1923—1995)               |
| 1983.  | Зоран Радмиловић (1933—1985)           |
| 1984.  | Невенка Урбанова (1909—2007)           |
| 1986.  | Рахела Ферари (1911—1994)              |
| 1988.  | Бранко Плеша (1926—2001)               |
| 1990.  | Данило Стојковић (1934—2002)           |
| 1992.  | Марија Црнобори (1918—2014)            |
| 1994.  | Мата Милошевић (1901—1997)             |
| 1995.  | Љиљана Крстић (1919—2001)              |
| 1996.  | Петар Краљ (1941—2011)                 |
| 1997.  | Оливера Марковић (1925—2011)           |
| 1998.  | Раде Марковић (1921—2010)              |
| 1999.  | Стеван Шалајић (1929—2002)             |
| 2000.  | Мира Бањац (1929)                      |
| 2001.  | Властимир Ђуза Стојиљковић (1929—2015) |
| 2002.  | Стево Жигон (1926—2005)                |
| 2003.  | Михаило Миша Јанкетић (1938—2019)      |
| 2004.  | Петар Банићевић (1930—2006)            |
| 2005.  | Светлана Бојковић (1947)               |
| 2006.  | Бора Тодоровић (1929—2014)             |
| 2007.  | Ксенија Јовановић (1928—2012)          |
| 2008.  | Предраг Ејдус (1947—2018)              |
| 2009.  | Воја Брајовић (1949)                   |
| 2010.  | Сека Саблић (1942)                     |
| 2011.  | Ружица Сокић (1934—2013)               |
| 2012.  | Предраг Мики Манојловић (1950)         |
| 2014.  | Јасна Ђуричић (1966)                   |
| 2016.  | Милена Дравић (1940—2018)              |
| 2018.  | Небојша Глоговац (1969—2018)           |
| 2019.  | Мирјана Карановић (1957)               |
| 2020.  | Петар Божовић (1946)                   |
| 2021.  | Милан Гутовић (1946—2021)              |
| 2022.  | Борис Исаковић (1966)                  |
| 2023.  | Анита Манчић (1968)                    |
| 2024.  | Богдан Диклић (1953)                   |